# Rengsjö socken

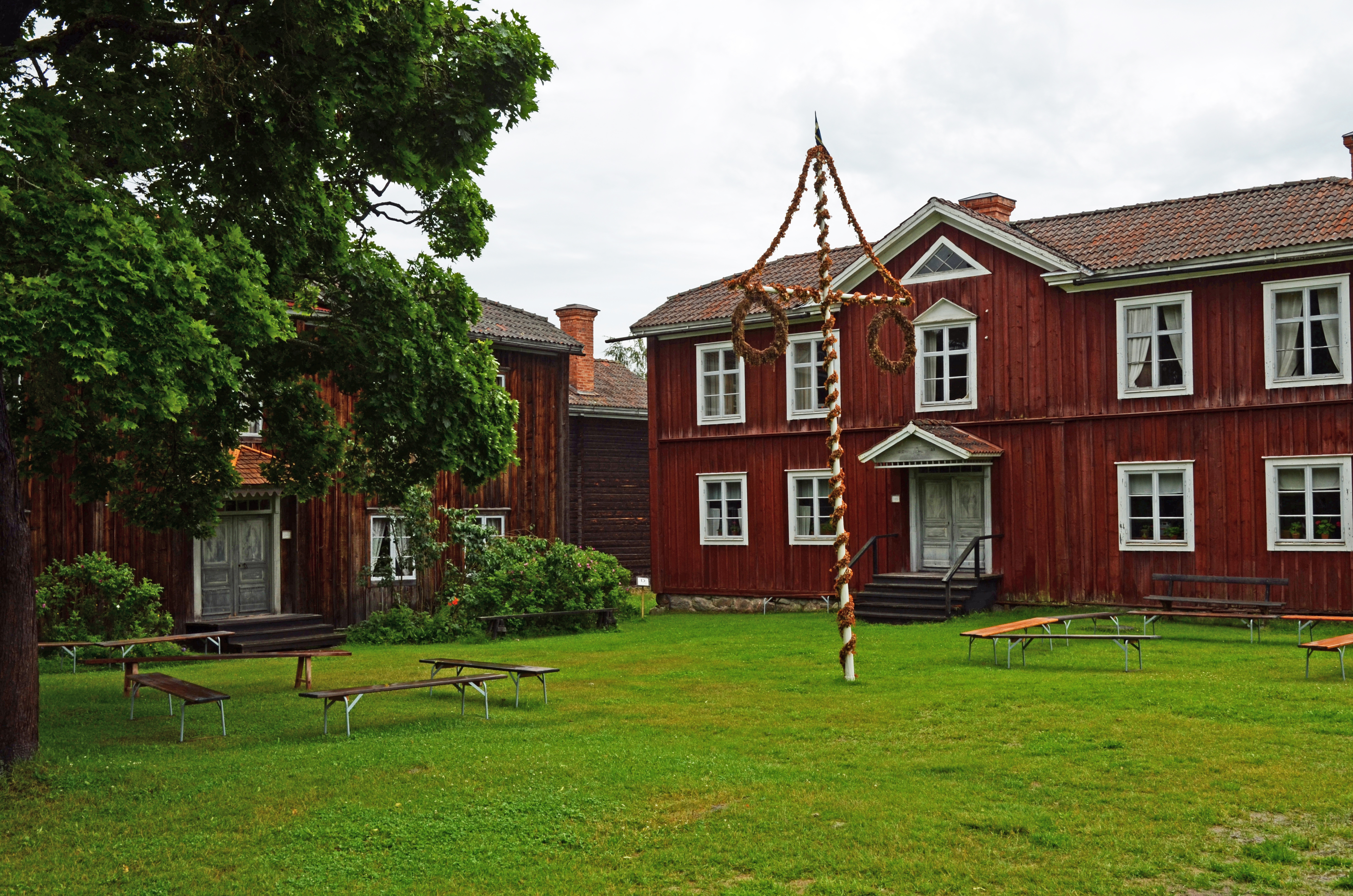
Mangårdsbyggnad i Västerby hembygdsby i Rengsjö församling. Hembygdsbyn är en gammal klungby med ett trettiotal byggnader.

Rengsjö socken i Hälsingland, ingår sedan 1974 i Bollnäs kommun och motsvarar från 2016 Rengsjö distrikt.
Socknens areal är 128,85 kvadratkilometer, varav 120,15 land. År 2000 fanns här 1 384 invånare. Tätorten och kyrkbyn Rengsjö med sockenkyrkan Rengsjö kyrka ligger i socknen. Rengsjö hembygdsförening bildades 1940.

## Administrativ historik
Rengsjö socken har medeltida ursprung. 
Vid kommunreformen 1862 övergick socknens ansvar för de kyrkliga frågorna till Rengsjö församling och för de borgerliga frågorna bildades Rengsjö landskommun. Landskommunen uppgick 1974 i Bollnäs kommun.
1 januari 2016 inrättades distriktet Rengsjö, med samma omfattning som församlingen hade 1999/2000.
Socknen har tillhört fögderier, tingslag och domsagor enligt vad som beskrivs i artikeln Hälsingland. De indelta soldaterna tillhörde Hälsinge regemente, Arbrå kompani.

## Geografi
Rengsjö socken ligger öster och nordost om Bollnäs. Socknen har odlingsbygd vid sjöar och ådalar och är i övrigt en sjörik starkt kuperad skogsbygd med höjder som når 352 meter över havet.
Byarna i området heter: Löten, Västerby, Berga, Björtomta, Glösbo, Österböle, Östra Höle, Västra Höle samt Nordanhöle.
De största sjöarna heter: Hölesjön, Skidtjärn, Ijungen, Öjungen, Stuttjärn, Östersjön, Västersjön, Gåsjön och Gosjön. Skidtjärn är känd för sitt klara och kalla vatten, det är för att sjön inte har några inlopp utan vattnet kommer ur källor från botten.
De högsta bergen i området heter: Stora Höleklack (352 meter över havet), Nybohocken (337 m ö.h.), Skogberget (310 m ö.h.) och Bullerberget (195 m ö.h.). Det finns utsiktstorn på två av bergen, Stora Höleklack och Bullerberget.

## Fornlämningar
Från stenåldern finns lösfynd och från järnåldern finns några gravhögar.

## Namnet
Namnet (1314  Regnshö, Rängsse) har oklar tolkning. En möjlig tolkning av förleden är vrång, 'vriden, sned, krokig' syftande på en krokig naturformation. Efterleden kan vara sjö syftande på Väster- och eller Östersjön eller hög.
Namnet har fram till 1870 även skrivits Regnsjö socken.

## Befolkningsutveckling
| Befolkningsutvecklingen i Rengsjö socken 1810–1990                                                       | Befolkningsutvecklingen i Rengsjö socken 1810–1990 | Befolkningsutvecklingen i Rengsjö socken 1810–1990 | Befolkningsutvecklingen i Rengsjö socken 1810–1990 | Befolkningsutvecklingen i Rengsjö socken 1810–1990 |
| --- | -------------------------------------------------- | -------------------------------------------------- | -------------------------------------------------- | -------------------------------------------------- |
| |                                                    |                                                    |                                                    |                                                    |
| År |                                                    |                                                    | Folkmängd                                          |                                                    |
| 1810 | 1810                                               |                                                    | 940                                                |                                                    |
| 1820 | 1820                                               |                                                    | 977                                                |                                                    |
| 1830 | 1830                                               |                                                    | 1 094                                              |                                                    |
| 1840 | 1840                                               |                                                    | 1 224                                              |                                                    |
| 1850 | 1850                                               |                                                    | 1 299                                              |                                                    |
| 1860 | 1860                                               |                                                    | 1 393                                              |                                                    |
| 1870 | 1870                                               |                                                    | 1 417                                              |                                                    |
| 1880 | 1880                                               |                                                    | 1 432                                              |                                                    |
| 1890 | 1890                                               |                                                    | 1 559                                              |                                                    |
| 1900 | 1900                                               |                                                    | 1 701                                              |                                                    |
| 1910 | 1910                                               |                                                    | 1 795                                              |                                                    |
| 1920 | 1920                                               |                                                    | 1 840                                              |                                                    |
| 1930 | 1930                                               |                                                    | 1 854                                              |                                                    |
| 1940 | 1940                                               |                                                    | 1 924                                              |                                                    |
| 1950 | 1950                                               |                                                    | 1 887                                              |                                                    |
| 1960 | 1960                                               |                                                    | 1 721                                              |                                                    |
| 1970 | 1970                                               |                                                    | 1 340                                              |                                                    |
| 1980 | 1980                                               |                                                    | 1 427                                              |                                                    |
| 1990 | 1990                                               |                                                    | 1 404                                              |                                                    |
| Anm: Källor: Umeå universitet - Tabellverket 1749-1859, Demografiska databasen, CEDAR, Umeå universitet. |                                                    |                                                    |                                                    |                                                    |